# Claudine Auger
Pour les articles homonymes, voir Oger (homonymie) et Auger.
Claudine Oger, dite Claudine Auger, est une actrice française née le 26 avril 1941 dans le 5e arrondissement de Paris (Seine) et morte le 18 décembre 2019 dans le 14e arrondissement de Paris.
Elle est première dauphine de Miss Monde 1958.

## Biographie

### Enfance
Claudine Nicole Yvonne Oger est née le 26 avril 1941 dans le 5e arrondissement de Paris (Seine).

### Carrière

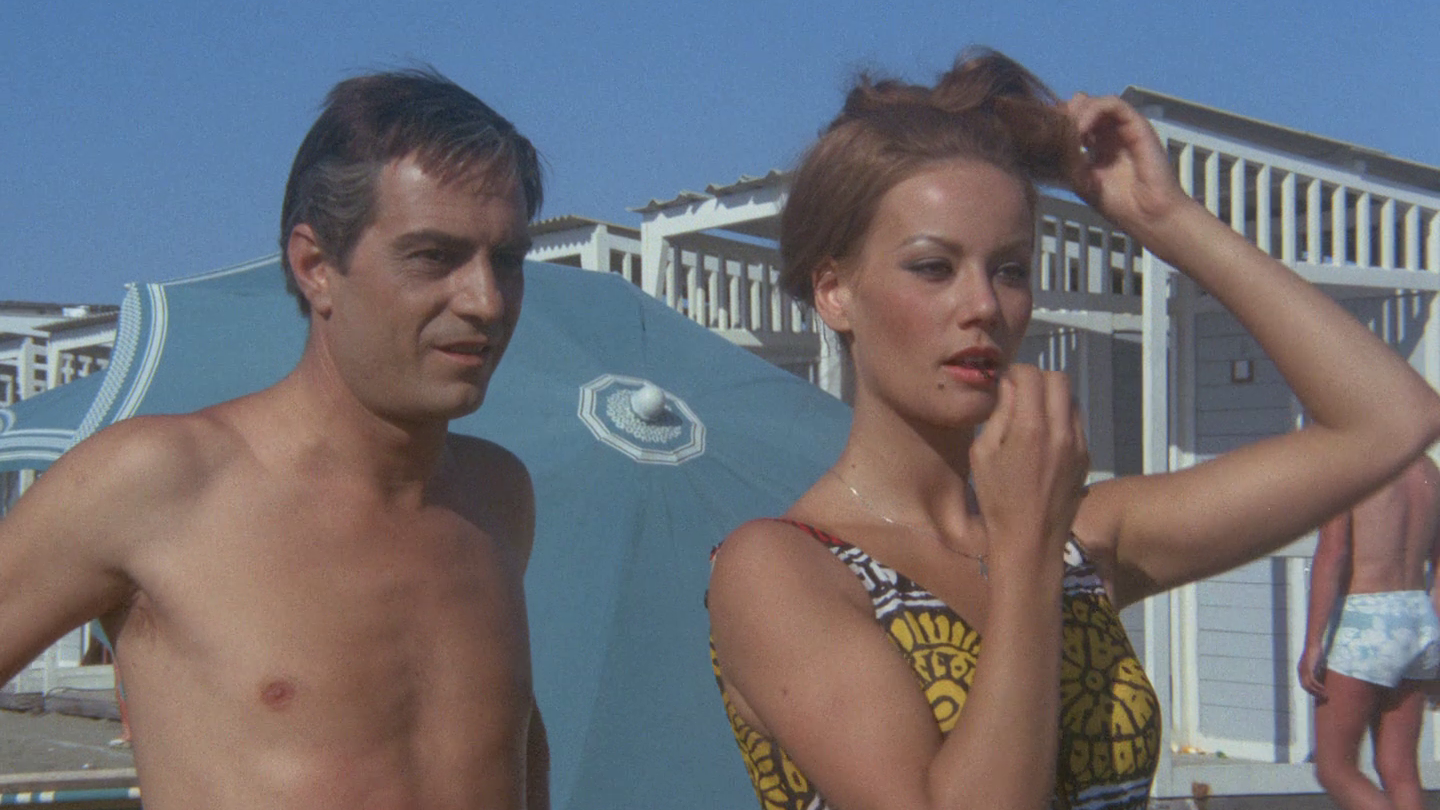
Avec Nino Manfredi dans Jeux d'adultes (1967).

Mannequin, tandis qu'elle prend des cours de théâtre au cours Simon, elle remporte le titre de Miss Cinémonde en 1957, puis le titre de 1re dauphine de Miss Monde l'année suivante. Contrairement à ce que pourraient laisser entendre de nombreuses sources, elle n'a jamais eu le titre de Miss France,,,.
Sa carrière cinématographique commence par un petit rôle dans Christine de Pierre Gaspard-Huit. Elle obtient son premier grand rôle en 1962, en jouant Isabelle de Saint-Mars dans Le Masque de fer d'Henri Decoin, avec Jean Marais.
En 1965, elle est choisie par le réalisateur Terence Young pour jouer dans le film Opération Tonnerre, aux côtés de Sean Connery. Elle devient ainsi la toute première James Bond girl française, ce qui lui vaut une célébrité mondiale.
En 1971, elle joue dans le film Un peu de soleil dans l'eau froide avec Barbara Bach (qui sera également une James Bond girl quelques années plus tard). La même année, elle décroche le rôle principal dans La Baie sanglante, l'un des films les plus connus de Mario Bava, à mi-chemin entre le giallo et le slasher.

### Vie privée

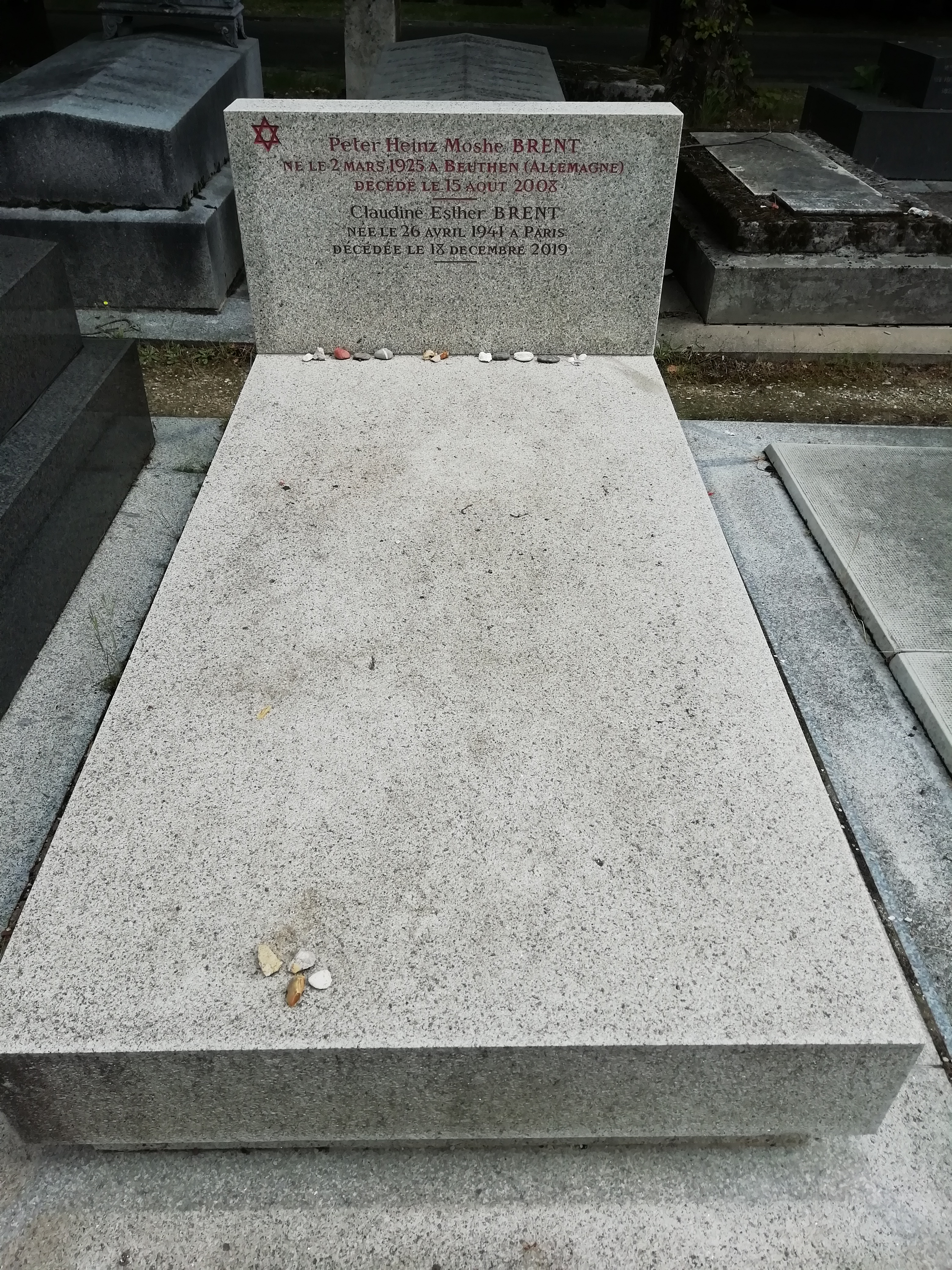
Tombe de Claudine Auger au cimetière du Montparnasse (division 5).

Claudine Auger a été mariée au réalisateur Pierre Gaspard-Huit, puis, dans les années 1980, à l'homme d'affaires Peter Brent,,, avec qui, alors âgée de 50 ans, elle a un enfant.

### Mort
Claudine Auger meurt le 18 décembre 2019 des suites d'une longue maladie dans le 14e arrondissement de Paris, à l'âge de 78 ans. Elle est inhumée avec son mari Peter Brent (1925-2008) sous le nom de « Claudine Esther Brent » au cimetière du Montparnasse (division 5, quelques mètres à gauche de la tombe de Gérard Oury et Michèle Morgan).

## Filmographie

### Cinéma

#### Années 1950-1960
- 1958 : Christine  de Pierre Gaspard-Huit
- 1960 : Le Testament d'Orphée de Jean Cocteau : Minerve
- 1960 : Terrain vague de Marcel Carné : La vendeuse du Prisunic
- 1961 : Les Moutons de Panurge de Jean Girault (sous le nom d'Elena Cardy) : Monique
- 1962 : Les Sept Péchés capitaux : L'Envie d'Édouard Molinaro : la nouvelle servante
- 1962 : Le Masque de fer d'Henri Decoin : Isabelle de Saint-Mars
- 1963 : À la française (In the French Style) de Robert Parrish : Clio Andropoulos
- 1963 : Kali Yug, déesse de la vengeance (Kali Yug, la dea della vendetta) de Mario Camerini : Amrita
- 1963 : Le Mystère du temple hindou (Il mistero del tempio indiano) de Mario Camerini : Amrita
- 1964 : Un certain désir (Die Lady) d'Hans Albin et Peter Berneis : Elektra
- 1965 : Yoyo de Pierre Étaix : Isolina
- 1965 : Illégitime Défense (Una bella grinta) de Giuliano Montaldo (non créditée)
- 1965 : Opération Tonnerre (Thunderball) de Terence Young : Domino
- 1966 : La Fantastique Histoire vraie d'Eddie Chapman (Triple Cross) de Terence Young : Paulette
- 1966 : Belfagor le Magnifique (L'arcidiavolo) d'Ettore Scola : Magdalena
- 1966 : L'Homme de Marrakech de Jacques Deray : Lila
- 1966 : Opération San Gennaro (Operazione San Gennaro) de Dino Risi : Concettina
- 1967 : Jeux d'adultes (Il padre di famiglia) de Nanni Loy : Adriana
- 1967 : Jeu de massacre d'Alain Jessua : Jacqueline Meyrand
- 1968 : Pas folles, les mignonnes (Le dolci signore) de Luigi Zampa : Esmerelda
- 1968 : Et si on faisait l'amour ? (Scusi, facciamo l'amore?) de Vittorio Caprioli : Ida Bernasconi
- 1968 : Escalation de Roberto Faenza : Carla Maria Mannini
- 1968 : Flammes sur l'Adriatique d'Alexandre Astruc : Mirjana
- 1968 : Le Bâtard (I bastardi) de Duccio Tessari : Barbara
- 1969 : Liebesvögel de Mario Caiano : Marina

#### Années 1970
- 1970 : Come ti chiami, amore mio? (it) d'Umberto Silva : Charlotte
- 1971 : Un peu de soleil dans l'eau froide de Jacques Deray : Nathalie
- 1971 : La Baie sanglante (Ecologia del delitto) de Mario Bava : Renata Donati
- 1971 : La Tarentule au ventre noir (La tarantola dal ventre nero) de Paolo Cavara : Laura
- 1971 : Equinozio (it) de Maurizio Ponzi : Paola
- 1972 : Les ordres sont les ordres (Gli ordini sono ordini) de Franco Giraldi : L'amie de Giorgia
- 1972 : Meurtres au soleil (Un verano para matar) d'Antonio Isasi-Isasmendi : Michèle
- 1974 : Borsalino and Co. de Jacques Deray : la passagère sur le paquebot
- 1974 : La dynamite est bonne à boire (El recién llegado escribió su epitafio) d'Aldo Sambrell : Consuelo
- 1975 : Flic Story de Jacques Deray : Catherine
- 1975 : L'Intrépide de Jean Girault : Sophie
- 1976 : Cuando los maridos se iban a la guerra de Tito Fernández : Sol
- 1976 : Il colpaccio (it) de Bruno Paolinelli : Maggie Vanderberg
- 1976 : Que c’est triste, Paris (ja) (パリの哀愁) de Masanobu Deme
- 1976 : Plus vite que le Soleil de Robert Enrico (documentaire sur le Concorde)
- 1977 : Spia - Il caso Philby de Gian Pietro Calasso (it)
- 1977 : Les Bonshommes (Pane, burro e marmellata) de Giorgio Capitani : Betty
- 1978 : Le Mystère du triangle des Bermudes (Triangulo diabólico de las Bermudas) de René Cardona Jr. : Sybil
- 1978 : Un papillon sur l'épaule de Jacques Deray : la femme à l'imperméable
- 1979 : L'Associé de René Gainville : Agnès Pardot
- 1979 : Voyage avec Anita  (Viaggio con Anita) de Mario Monicelli : Elisa Massacesi
- 1979 : Une langouste au petit-déjeuner (Aragosta a colazione) de Giorgio Capitani : Carla Rebaudengo Spinosi

#### Années 1980-1990
- 1980 : Fantastica de Gilles Carle : Johanna MacPherson
- 1980 : Prestami tua moglie de Giuliano Carnimeo : Diana
- 1981 : Panique au casino (Asalto al casino) de Max H. Boulois : Jill Stradford
- 1984 : L'Étrangère (en) (Secret Places) de Zelda Barron (en) : Sophie Meister
- 1985 : Il pentito de Pasquale Squitieri : Rosa Ragusa
- 1987 : Les Exploits d'un jeune Don Juan (L'iniziazione) de Gianfranco Mingozzi : la mère
- 1988 : Un amore di donna de Nelo Risi : la mère de Gabriella
- 1989 : La Femme de mes amours (Il frullo del passero) de Gianfranco Mingozzi : la veuve de Dino
- 1991 : La bocca (it) de Luca Verdone : la comtesse Veronica Rospigliosi
- 1992 : Les Vaisseaux du cœur (Salt on Our Skin) d'Andrew Birkin : la mère de Georges
- 1995 : Los hombres siempre mienten d'Antonio del Real (es) : Isabelle

### Télévision

#### Années 1960
- 1961 : Le Théâtre de la jeunesse (série TV) : Macha

#### Années 1970
- 1972 : Médecins d'aujourd'hui (série TV) : Dr Suzanne Millay
- 1974 : Les Oiseaux de Meiji Jingu d'André Michel (série TV) : Annie
- 1977 : Spia - Il caso Philby (téléfilm) : Eleonor Philby
- 1978 : La Nasse (téléfilm) : Carole

#### Années 1980
- 1981 : Great Performances (série TV) : Ginette Beauchurch
- 1982 : Les Secrets de la princesse de Cadignan (téléfilm) : la princesse de Cadignan
- 1982 : BBC2 Playhouse (série TV) : Ginettet
- 1983 : Credo de Jacques Deray (téléfilm) : Mme Lenski
- 1983 : Die goldenen Schuhe (série TV) : Katja Milenskaja
- 1984 : Le Lieutenant du diable (téléfilm) : Lily Wencel
- 1984 : The Man who Married a French Wife (téléfilm) : Ginette
- 1987 : Qui c'est ce garçon? (série TV) : Jicky
- 1988 : Una grande storia d'amore (téléfilm) : Vanessa

#### Années 1990
- 1990 : Haute Tension (série TV) : Dominique
- 1990 : La Mafia 5 - Mort à Palerme (La Piovra 5 - Il cuore del problema) (série TV) : Matilde Linori
- 1994 : The Memoirs of Sherlock Holmes - The Three Gables de Peter Hammond (série TV) : Isadora Klein
- 1994 : L'ombre du soir (téléfilm) : la mère d'Eva
- 1995 : Un orage immobile (téléfilm) : Artémise d'Aubec
- 1997 : Le Rouge et le Noir de Jean-Daniel Verhaeghe (téléfilm) : Madame de Fervaques

## Théâtre
- 1960 : L'Avare de Molière, mise en scène Jean Meyer, Théâtre du Palais Royal
- 1961 : La Station Champbaudet d'Eugène Labiche, mise en scène Jean Meyer, Conservatoire national supérieur d'art dramatique
- 1961 : L'Impromptu de Versailles de Molière, mise en scène Jean Meyer, Théâtre du Palais-Royal
- 1961 : L'Étourdi de Molière, mise en scène Jean Meyer, Théâtre du Palais-Royal
- 1961 : Le Dépit amoureux de Molière, mise en scène Jean Meyer, Théâtre du Palais-Royal
- 1962 : L'Avare de Molière, mise en scène Jean Vilar, TNP, Théâtre de Chaillot, Festival d'Avignon
- 1963 : L'Avare de Molière, mise en scène Jean Vilar, TNP Festival d'Avignon
- 1963 : La guerre de Troie n'aura pas lieu de Jean Giraudoux, mise en scène Jean Vilar, TNP, Festival d'Avignon
- 1963 : Les Enfants du soleil de Maxime Gorki, mise en scène Georges Wilson, TNP, Théâtre de Chaillot : Fima, femme de chambre
- 1964 : Romulus le Grand de Friedrich Dürrenmatt, mise en scène Georges Wilson, TNP, Festival d'Avignon
- Tartuffe de Molière, mise en scène Jean Meyer, Théâtre du Palais Royal
- Les Femmes savantes de Molière, mise en scène Jean Meyer, Théâtre du Palais Royal
- Le Misanthrope de Molière, mise en scène Jean Meyer, Théâtre du Palais Royal
- George Dandin de Molière, mise en scène Jean Meyer, Théâtre du Palais Royal
- Les Précieuses ridicules de Molière, mise en scène Jean Meyer, Théâtre du Palais Royal

## Distinctions
- Chevalier de la Légion d'honneur, 1995